# Joanna Jakimiuk
Joanna Jakimiuk (ur. 24 sierpnia 1975 we Wrocławiu) – polska szpadzistka, dwukrotna medalistka mistrzostw świata.

## Kariera sportowa
Była zawodniczką AZS AWF Wrocław. Jej trenerem był m.in. Adam Medyński. Nigdy nie została mistrzynią Polski, natomiast w 1995 sięgnęła indywidualnie po wicemistrzostwo świata juniorek, a w drużynie po mistrzostwo świata juniorów. W 1995 zdobyła również złoty medal indywidualnie na mistrzostwach świata w Hadze, wyprzedzając Węgierkę Gyöngyi Szalay i Francuzkę Laurę Flessel. Zdobyła też brązowy medal w drużynie na mistrzostwach świata w Atenach rok wcześniej (razem z Dominiką Butkiewicz, Dorotą Słomińską i Magdaleną Jeziorowską).
Ponadto zdobyła złoto brązowy medal drużynowo na mistrzostwach Europy w Płowdiwie w 1998 roku.
Wystartowała na igrzyskach olimpijskich w Atlancie (1996), odpadając w drugiej rundzie turnieju indywidualnego.
W 1995 zajęła szóste miejsce w Plebiscycie Przeglądu Sportowego na najlepszego sportowca Polski oraz wygrała plebiscyt na najlepszego sportowca Dolnego Śląska.